# Gráber György
Gráber György Iván, Graber (Budapest, Erzsébetváros, 1909. október 8. – Budapest, 1984. július 11.) újságíró, lapszerkesztő.

## Élete
Gráber Lajos (1881–1950) zeneiskolai igazgató, zeneszerző és Reich Róza gyermekeként született. 1919 májusában szüleivel együtt kikeresztelkedett az evangélikus vallásra. A Budapesti Kereskedelmi Akadémián tanult. A háború előtt a textilkereskedelemben dolgozott. 1946. január 1-jével a honvédség nemhivatásos állományában hadnaggyá léptették elő. 1946. október 1-jével a IlI/a. gyalogságnál főhadnagyi címet kapott. A következő év január 1-jén ugyanott századossá, majd július 1-jén alezredessé avatták. Tagja volt a Magyar Honvéd Határőrség Főparancsnokság Politikai Osztálya által kiadott Határőr című lap szerkesztőbizottságának. Elvégezte a moszkvai Frunze Katonai Akadémiát. 1958-tól 1960-ig a a Magyar Kereskedelmi Kamara folyóiratának, a Külkereskedelemnek felelős szerkesztőjeként dolgozott. 1960 és 1965 között a Magyar Rádió politikai munkatársa, majd 1965 és 1978 között a Neue Zeitung, a Magyarországi Németek Demokratikus Szövetsége lapjának főszerkesztője volt. 1967-től az Újságírók és Lapkiadói Dolgozók Szakmai Elnökségének elnöki tisztségét is betöltötte. 1970-ben a Népköztársaság Elnöki Tanácsa a nemzetiségi sajtóban végzett eredményes munkássága elismeréséül a Munka Érdemrend arany fokozata kitüntetést adományozta számára. A Mérleg című szakszervezeti lap külkereskedelmi rovatának rovatvezetőjeként is dolgozott.
Az Új köztemetőben nyugszik.

## Díjai, elismerései
- Magyar Köztársasági Érdemrend ezüst fokozata (1948)
- Munka Érdemrend arany fokozata (1970, 1978)[7]